# Justino II
Flavio Justino (en latín, Iustinus; en griego, Ἰουστῖνος. 520-5 de octubre de 578), apodado «el Joven», fue el emperador del Imperio bizantino desde 565 hasta su muerte. Sucedió en el trono a su tío Justiniano I. Se suele juzgar que su política, nada conciliadora, no fue la más oportuna para enfrentar los peligros que amenazaban el territorio del Imperio, el brillante legado de su predecesor.

## Amenazas en Occidente

### Lombardos y gépidos
Al principio de su reinado, ante la guerra que entablaron lombardos con gépidos en Panonia actuó con pasividad, si bien unos y otros lo tentaron con promesas. Los lombardos se aliaron con los ávaros y los gépidos pidieron ayuda a Justino a cambio de Sirmium (actual Sremska Mitrovica). Una fuerza bizantina relevó al destacamento gépido en la ciudad, el único premio del Imperio durante todo el periodo. El Imperio bizantino no intervino más. Los ávaros no llegaron a tiempo a la batalla, que terminó con la derrota definitiva del poder gépido. El rey lombardo Alboino cortó la cabeza del rey derrotado Cunimundo y se fabricó una taza con su cráneo. Además, en una muestra excesiva de confianza, tomó a Rosamunda, hija de Cunimundo, como botín de guerra y la convirtió en su esposa. En 573 Alboino fue asesinado en un golpe instigado por Rosamunda.

### La invasión lombarda de Italia
Mientras tanto habían quedado solo dos protagonistas más allá del Danubio que se repartían el botín de los gépidos. En 568 Alboino, quizás incómodo por tener a los ávaros como vecinos, convenció a los lombardos de penetrar en Italia. En el primer año invadieron la zona que rodea Venecia y se extendieron por el norte de Italia. Al año siguiente conquistaron la mayor parte de Liguria. Era además una fuerza imparable que no saqueaba sino que se asentaba. Las fuerzas bizantinas de enclaves aislados que los enfrentaban no estaban bien preparadas. Italia, además, estaba últimamente esquilmada y extenuada por las plagas. Narsés, el rival de Belisario, a quien se acusaría de haber llamado a los lombardos, había dimitido del mando el año anterior con motivo de las protestas a Justino de ciudadanos de Roma.

### Ávaros
Respecto a los ávaros Justino II, que conservaba Sirmium, se negó a pagarles subsidio alguno, pues tenía la vocación de ser más riguroso con el tesoro que su tío Justiniano I y ensayaba una política nueva y desafiante respecto a los bárbaros. Estos esperaron a que el Imperio tuviese algún descalabro, y eso sucedió en 573.

### Península ibérica
En la provincia de Spania, entre 569 y 572 el rey godo Leovigildo acosó al Imperio, a quien tomó Córdoba y otras ciudades, e hizo la paz en 572, reconociéndose mutuamente sus territorios. No fue, no obstante, hasta el reinado de Suintila (en torno a 624) cuando los territorios bizantinos en Hispania fueron completamente anexados por los visigodos.

## La guerra persa
En 571 los armenios se rebelaron contra el rey Cosroes I y, apelando a la fe cristiana que compartían, pidieron la ayuda de Justino. La guerra persa contra el rey Cosroes I se reanudó en 572. Los bizantinos tuvieron inicialmente buena fortuna; pero Justino cometió errores, como cambiar innecesariamente el mando del ejército, que se amotinó en seguida, en pleno asedio de Nísibis; o enemistarse con sus imprescindibles aliados gasánidas (también de credo monofisita), que se retiraron y dejaron el paso libre a los persas para que asolaran Siria, donde tomaron innumerables cautivos. 
Después de cinco meses de asedio, en noviembre de 573 cayó el obispado de Dara, a orillas del río Bouron. Se dice que la noticia del desastre afectó mentalmente a Justino II. Su esposa Sofía, que se hizo cargo del gobierno, compró una paz de un año y luego una tregua de tres años a Cosroes. Por entonces los ávaros, que habían esperado su oportunidad, presionaban en Dalmacia a las fuerzas al mando de Tiberio Constantino. El tratado de paz que consiguieron (80.000 monedas de plata, mucho más caro que el subsidio original) evidenció el fracaso de su política.

## Política religiosa
Justino II y su esposa Sofía habían sido monofisitas en su juventud, y solo se convirtieron a la fe ortodoxa por razones de estado. Los comienzos del reinado estuvieron marcados por una cierta tolerancia, pero las disensiones en la comunidad monofisita hicieron creer al emperador que podría ganarse a sus elementos tradicionales. Primero emprendió negociaciones con el patriarca Teodosio de Alejandría, y luego, tras la muerte de este, organizó discusiones teológicas entre calcedonianos y monofisitas de distintas tendencias. En 567 promulgó un decreto, que sin mencionar Calcedonia, ennumeraba los puntos sobre los cuales se podría llegar a un acuerdo. Aunque los monjes monofisitas de Siria habían rechazado el decreto, la jerarquía monofisita lo aceptó, por lo que Justino publicó en 571 un edicto de unión, al que se unieron los obispos monofisitas tradicionales, pero que fue rechazado por los fieles. Tras este fracaso, la actitud de Justino cambió de modo radical, mientras que su estado mental se deterioraba.
Aconsejado por Juan de Sirimis, Justino II inició una persecución impopular del poderoso clero monofisita, puso a su doctrina fuera de la ley, y abandonó todo esfuerzo de reconciliación.

## Últimos años
Los últimos años de su reinado estuvieron marcados por la locura. Tenía incontrolables accesos de violencia, trataba de arrojarse por las ventanas, y mordía a sus visitantes. En un momento de lucidez, durante el elocuente discurso que pronunció con ocasión del nombramiento como César de Tiberio Constantino, más tarde Tiberio II, aconsejó a su sucesor:

no te regodees en la sangre, abstente de la venganza, evita aquellas acciones por las cuales he incurrido en el odio público, y aprende de la experiencia mejor que del ejemplo de tu predecesor. Como hombre, he pecado; como pecador, incluso en esta vida, he sido severamente castigado; pero estos servidores (señaló a sus ministros) que han abusado de mi confianza e inflamado mis pasiones, se presentarán conmigo ante el tribunal de Cristo.
Edward Gibbon, Decadencia y Caída del Imperio Romano, cap. 45)

Su esposa Sofía actuó como regente en compañía del general Tiberio, más tarde Tiberio II Constantino.